# Elecciones estatales de Baja California Sur de 2011
Las elecciones estatales de Baja California Sur de 2011 se llevaron a cabo el domingo 6 de febrero de 2011, y en ellas se renovaron los siguientes cargos de elección popular en el estado de Baja California Sur:
- Gobernador de Baja California Sur. Titular del Poder Ejecutivo del estado, electo para un periodo de cuatro años y cinco meses. El candidato electo fue Marcos Covarrubias Villaseñor.[1]

- 21 diputados del Congreso del Estado. 16 electos por mayoría relativa y 5 designados mediante representación proporcional para integrar la XIII Legislatura
- 5 ayuntamientos. Compuestos por un presidente municipal y sus regidores, electos para un periodo de tres años.

Las coaliciones que participaron en el estado fueron "La Alianza es Contigo", "Unidos por Baja California Sur" y "Sudcalifornia para Todos".

## Organización

### Partidos políticos
En las elecciones estatales tienen derecho a participar ocho partidos políticos. Siete son partidos políticos con registro nacional: Partido Acción Nacional (PAN), Partido Revolucionario Institucional (PRI), Partido de la Revolución Democrática (PRD), Partido del Trabajo (PT), Partido Verde Ecologista de México (PVEM), Convergencia (CONV), Nueva Alianza (PANAL), y un partido político estatal: Partido de Renovación Sudcaliforniana (PRS).

### Distritos electorales
Para la elección de diputados de mayoría relativa del Congreso del Estado de Baja California Sur el estado se divide en 16 distritos electorales.
| Distrito | Cabecera            | Municipios      | Mapa |
| -------- | ------------------- | --------------- | ---- |
| 1        | La Paz              | La Paz          |      |
| 2        | La Paz              | La Paz          |      |
| 3        | La Paz              | La Paz          |      |
| 4        | La Paz              | La Paz          |      |
| 5        | La Paz              | La Paz          |      |
| 6        | Todos Santos        | La Paz          |      |
| 7        | San José del Cabo   | Los Cabos       |      |
| 8        | Cabo San Lucas      | Los Cabos       |      |
| 9        | Ciudad Constitución | Comondú         |      |
| 10       | Ciudad Constitución | Comondú         |      |
| 11       | Ciudad Insurgentes  | Comondú         |      |
| 12       | Loreto              | Loreto, Comondú |      |
| 13       | Santa Rosalía       | Mulege          |      |
| 14       | Guerrero Negro      | Mulege          |      |
| 15       | Bahía Tortugas      | Mulegé          |      |
| 16       | Cabo San Lucas      | Los Cabos       |      |

## Resultados

### Gobernador
|  | 40.11 % |

|  | 33.57 % |

|  | 21.59 % |

|  | 1.66 % |

|  | 0.50 % |

|  | 0.09 % |

|  | 97.52 % |

|  | 2.48 % |

|  | 100.00 % |

|  | 59.99 % |

#### Resultados por Distrito Local
|  | 36.07 % |

|  | 41.72 % |

|  | 17.32 % |

|  | 1.62 % |

|  | 0.35 % |

|  | 36.90 % |

|  | 42.64 % |

|  | 16.25 % |

|  | 1.59 % |

|  | 0.32 % |

|  | 38.79 % |

|  | 42.15 % |

|  | 14.65 % |

|  | 1.80 % |

|  | 0.33 % |

|  | 41.91 % |

|  | 38.07 % |

|  | 16.03 % |

|  | 1.77 % |

|  | 0.28 % |

|  | 40.41 % |

|  | 38.79 % |

|  | 16.10 % |

|  | 1.72 % |

|  | 0.48 % |

|  | 35.43 % |

|  | 34.29 % |

|  | 24.36 % |

|  | 2.66 % |

|  | 0.27 % |

|  | 28.47 % |

|  | 31.56 % |

|  | 35.00 % |

|  | 1.61 % |

|  | 0.35 % |

|  | 35.00 % |

|  | 34.71 % |

|  | 24.44 % |

|  | 2.40 % |

|  | 0.92 % |

|  | 59.32 % |

|  | 17.66 % |

|  | 19.95 % |

|  | 0.94 % |

|  | 0.50 % |

|  | 65.67 % |

|  | 14.98 % |

|  | 15.36 % |

|  | 0.55 % |

|  | 0.55 % |

|  | 54.27 % |

|  | 22.02 % |

|  | 19.15 % |

|  | 1.23 % |

|  | 0.38 % |

|  | 51.74 % |

|  | 26.24 % |

|  | 16.51 % |

|  | 1.50 % |

|  | 1.18 % |

|  | 35.46 % |

|  | 35.49 % |

|  | 25.09 % |

|  | 0.81 % |

|  | 0.43 % |

|  | 45.98 % |

|  | 29.28 % |

|  | 18.75 % |

|  | 1.67 % |

|  | 0.77 % |

|  | 46.17 % |

|  | 22.55 % |

|  | 28.10 % |

|  | 0.88 % |

|  | 0.17 % |

|  | 31.83 % |

|  | 32.31 % |

|  | 30.99 % |

|  | 1.77 % |

|  | 0.64 % |

|  | 40.11 % |

|  | 33.57 % |

|  | 21.59 % |

|  | 1.66 % |

|  | 0.50 % |

#### Resultados por Municipio
|  | 59.29 % |

|  | 18.20 % |

|  | 18.47 % |

|  | 1.16 % |

|  | 0.49 % |

|  | 38.97 % |

|  | 39.64 % |

|  | 16.85 % |

|  | 1.79 % |

|  | 0.34 % |

|  | 52.31 % |

|  | 28.08 % |

|  | 14.13 % |

|  | 0.64 % |

|  | 1.35 % |

|  | 31.75 % |

|  | 32.95 % |

|  | 30.01 % |

|  | 1.95 % |

|  | 0.64 % |

|  | 41.76 % |

|  | 30.36 % |

|  | 23.30 % |

|  | 1.15 % |

|  | 0.50 % |

|  | 40.11 % |

|  | 33.57 % |

|  | 21.59 % |

|  | 1.66 % |

|  | 0.50 % |

### Ayuntamientos
|  | 32.04 % |

|  | 30.97 % |

|  | 22.58 % |

|  | 10.04 % |

|  | 1.63 % |

|  | 0.11 % |

|  | 97.35 % |

|  | 2.65 % |

|  | 100.00 % |

|  | 59.43 % |

#### Resultados por Municipio
|  | 52.01 % |

|  | 17.63 % |

|  | 25.16 % |

|  | 1.55 % |

|  | 0.89 % |

|  | 30.45 % |

|  | 37.77 % |

|  | 14.63 % |

|  | 13.69 % |

|  | 0.84 % |

|  | 29.89 % |

|  | 32.39 % |

|  | 17.73 % |

|  | 4.37 % |

|  | 13.18 % |

|  | 26.47 % |

|  | 25.85 % |

|  | 30.95 % |

|  | 11.72 % |

|  | 2.16 % |

|  | 27.24 % |

|  | 31.55 % |

|  | 35.34 % |

|  | 2.01 % |

|  | 0.65 % |

|  | 32.04 % |

|  | 30.97 % |

|  | 22.58 % |

|  | 10.04 % |

|  | 1.63 % |

### Congreso del Estado de Baja California Sur
|  | 31.85 % |

|  | 28.31 % |

|  | 23.81 % |

|  | 8.95 % |

|  | 3.76 % |

|  | 0.12 % |

|  | 96.79 % |

|  | 3.21 % |

|  | 100.00 % |

|  | 59.70 % |

#### Resultados por Distrito Local
|  | 27.83 % |

|  | 35.12 % |

|  | 24.09 % |

|  | 7.26 % |

|  | 2.14 % |

|  | 28.85 % |

|  | 41.78 % |

|  | 19.82 % |

|  | 5.29 % |

|  | 1.46 % |

|  | 36.18 % |

|  | 35.23 % |

|  | 13.94 % |

|  | 7.14 % |

|  | 4.36 % |

|  | 35.83 % |

|  | 30.95 % |

|  | 14.53 % |

|  | 14.17 % |

|  | 1.85 % |

|  | 29.94 % |

|  | 27.27 % |

|  | 20.99 % |

|  | 9.41 % |

|  | 8.84 % |

|  | 24.42 % |

|  | 26.28 % |

|  | 24.27 % |

|  | 19.25 % |

|  | 2.22 % |

|  | 23.95 % |

|  | 24.27 % |

|  | 37.29 % |

|  | 5.47 % |

|  | 5.05 % |

|  | 34.57 % |

|  | 27.18 % |

|  | 24.96 % |

|  | 7.60 % |

|  | 2.47 % |

|  | 44.48 % |

|  | 15.60 % |

|  | 23.29 % |

|  | 10.39 % |

|  | 3.97 % |

|  | 44.40 % |

|  | 24.34 % |

|  | 16.25 % |

|  | 4.40 % |

|  | 6.81 % |

|  | 36.47 % |

|  | 24.16 % |

|  | 26.65 % |

|  | 7.74 % |

|  | 1.21 % |

|  | 33.52 % |

|  | 18.99 % |

|  | 14.12 % |

|  | 20.06 % |

|  | 9.56 % |

|  | 20.27 % |

|  | 39.39 % |

|  | 29.80 % |

|  | 4.12 % |

|  | 3.39 % |

|  | 38.73 % |

|  | 25.99 % |

|  | 20.67 % |

|  | 7.90 % |

|  | 2.30 % |

|  | 31.71 % |

|  | 19.07 % |

|  | 43.36 % |

|  | 2.52 % |

|  | 0.40 % |

|  | 27.80 % |

|  | 25.57 % |

|  | 32.46 % |

|  | 8.98 % |

|  | 2.22 % |

|  | 31.85 % |

|  | 28.31 % |

|  | 23.81 % |

|  | 8.95 % |

|  | 3.76 % |

## Encuestas preelectorales

#### Intención del voto por candidato (%)
| Encuestadora    | Fecha de Encuesta       | Covarrubias | Barroso | Díaz   | Inzunza | Meza  | N/NS   |
| --------------- | ----------------------- | ----------- | ------- | ------ | ------- | ----- | ------ |
| Encuestadora    | Fecha de Encuesta       |             |         |        |         |       | N/NS   |
| Testa Marketing | 22 de noviembre de 2010 | 47.0%       | 10.0%   | 25.0%  | 3.0%    | 2.0%  | 13.0%  |
| GEA – ISA       | 6 de diciembre de 2010  | 44.0%       | 20.0%   | 33.0%  | 1.5%    | 1.5%  | —      |
| Testa Marketing | 22 de enero de 2011     | 47.0%       | 14.0%   | 23.0%  | 1.0%    | 3.0%  | 7.0%   |
| GAUSS           | 19 de enero de 2011     | 39.0%       | 21.0%   | 23.0%  | 2.0%    | 5.0%  | 10.0%  |
| Opiniones       | 4 de febrero de 2011    | 44.55%      | 20.18%  | 22.27% | —       | 2.09% | 10.91% |